# Janelle Redhead
Janelle Redhead (* 27. Dezember 1989 in Gouyave) ist eine grenadische Leichtathletin, die sich auf Sprint spezialisiert hat. Ihr Bruder Joel Redhead war ebenfalls als Leichtathlet aktiv.

## Sportliche Laufbahn
Erste internationale Erfahrungen sammelte Janelle Redhead bei den CARIFTA Games 2007 in Providenciales, bei denen sie in 11,84 s den sechsten Platz im 100-Meter-Lauf belegte und über 200 Meter mit 23,75 s auf Rang vier in der U20-Altersklasse gelangte. Im Jahr darauf schied sie bei den Juniorenweltmeisterschaften in Bydgoszcz mit 11,71 s im Halbfinale über 100 Meter aus und gewann im 200-Meter-Lauf in 23,52 s die Bronzemedaille. 2011 belegte sie bei den CAC-Meisterschaften in Mayagüez in 23,58 s den fünften Platz über 200 Meter und anschließend schied sie bei den Weltmeisterschaften in Daegu mit 23,57 s im Halbfinale aus. Im Jahr darauf nahm sie über 200 Meter an den Olympischen Sommerspielen in London teil und schied dort mit 23,51 s im Semifinale aus. 
2009 wurde Redhead grenadische Meisterin im 100- und 200-Meter-Lauf.

## Persönliche Bestleistungen
- 100 Meter: 11,50 s (+0,9 m/s), 16. April 2011 in El Paso
  - 60 Meter (Halle): 7,47 s, 10. Februar 2012 in Fayetteville (grenadischer Rekord)
- 200 Meter: 22,91 s (+1,0 m/s), 16. April 2011 in El Paso